# 벨기에 왕대비 파올라
파올라 루포 디 칼라브리아(Paola Ruffo di Calabria, 1937년 9월 11일 ~ )는 벨기에의 전 국왕인 알베르 2세의 왕비이다.

## 자녀
- 필리프 - 마틸드 뒤드켐 다코즈와 결혼, 2남 2녀
- 벨기에 공주 아스트리드 - 합스부르크 왕가의 분가 외스터라이히에스테가의 로렌츠와 결혼, 2남 3녀
- 벨기에 왕자 로랑 - 클레어 쿰스와 결혼, 2남 1녀